# Nwamadi Joel-jin
Nwamadi Joel-jin (koreanisch 나마디조엘진; * 6. Februar 2006 in Seoul) ist ein südkoreanischer Leichtathlet, der sich auf den Sprint spezialisiert hat. Mit der südkoreanischen 4-mal-100-Meter-Staffel wurde er 2025 in Gumi Asienmeister.

## Sportliche Laufbahn
Erste internationale Erfahrungen sammelte Nwamadi Joel-jin im Jahr 2022, als er bei den U18-Asienmeisterschaften in Kuwait in 10,77 s die Bronzemedaille im 100-Meter-Lauf gewann. Im Jahr darauf belegte er bei den U20-Asienmeisterschaften in Yecheon in 10,50 s den vierten Platz über 100 Meter und gewann mit der südkoreanischen 4-mal-100-Meter-Staffel in 40,32 s die Silbermedaille. 2024 schied er bei den U20-Weltmeisterschaften in Lima mit 10,65 s im Halbfinale über 100 Meter aus und belegte mit der Staffel in 39,80 s den sechsten Platz. Bei den World Athletics Relays 2025 in Guangzhou sicherte er der Staffel einen Startplatz für die Weltmeisterschaften in Tokio und anschließend siegte er bei den Asienmeisterschaften in Gumi mit neuem Meisterschaftsrekord von 38,49 s gemeinsam mit Seo Min-jun, Lee Jae-seong und Lee Jun-hyeok. Im Juli schied er bei den World University Games in Bochum mit 10,49 s im Halbfinale über 100 Meter aus und siegte mit der Staffel in 38,50 s.

## Persönliche Bestzeiten
- 100 Meter: 10,35 s (+1,6 m/s), 6. Juli 2024 in Hongkong
- 200 Meter: 21,04 s (+1,1 m/s), 16. Oktober 2023 in Mokpo